# Hétérocères
Heterocera
« Papillon de nuit » redirige ici. Pour les autres significations, voir Papillon de nuit (homonymie).
Ce taxon est aujourd'hui obsolète.
Sous-ordre

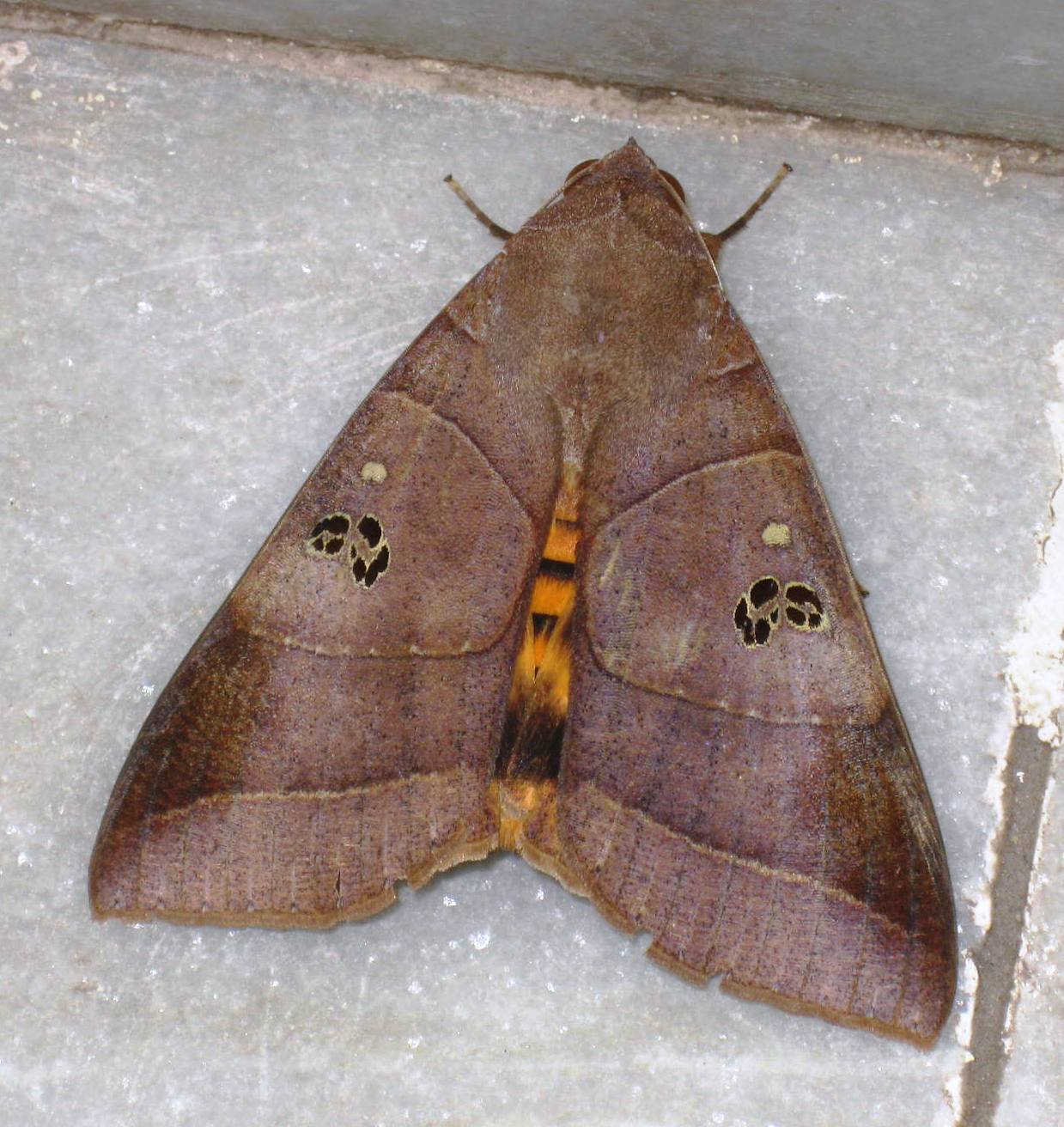
Un hétérocère sur un sol en marbre à Calcutta, Inde.

Les hétérocères (Heterocera ou « papillons de nuit » au sens courant) sont un ancien sous-ordre, aujourd'hui obsolète, de l'ordre des lépidoptères. Il se définit par opposition à l'ancien sous-ordre des rhopalocères (Rhopalocera, ou « papillons de jour »). Bien que l'expression « papillons de nuit » désigne dans le langage commun les papillons actifs entre le crépuscule et l'aube, de nombreux hétérocères volent de jour, parfois même exclusivement.
La distinction entre papillons de jour et de nuit au sens de rhopalocères et hétérocères ne correspond donc ni à la réalité scientifique actuelle, ni à l'intuition commune, mais elle reste encore très employée par commodité. On la retrouve dans de nombreuses langues (avec par exemple butterflies et moths en anglais). Les hétérocères représentent la vaste majorité des lépidoptères et sont répartis au sein de plusieurs dizaines de familles. Parmi les plus connues, on peut citer les Sphinx (Sphingidae), les Zygènes (Zygaenidae), les Noctuelles (Noctuidae), les Géomètres (Geometridae) ou encore les Pyrales (Pyralidae).

## Étymologie
L'étymologie du mot « hétérocère » témoigne de la création de ce taxon en opposition aux papillons dits de jour. Tandis que les rhopalocères tiennent leur nom de la forme en massue de leurs antennes (du grec ancien rhopalon, « massue », et keras, « corne » ou ici « antenne »), les hétérocères rassemblent toutes les autres espèces (hétéro-, « autre » ou « différent »).

## Classification

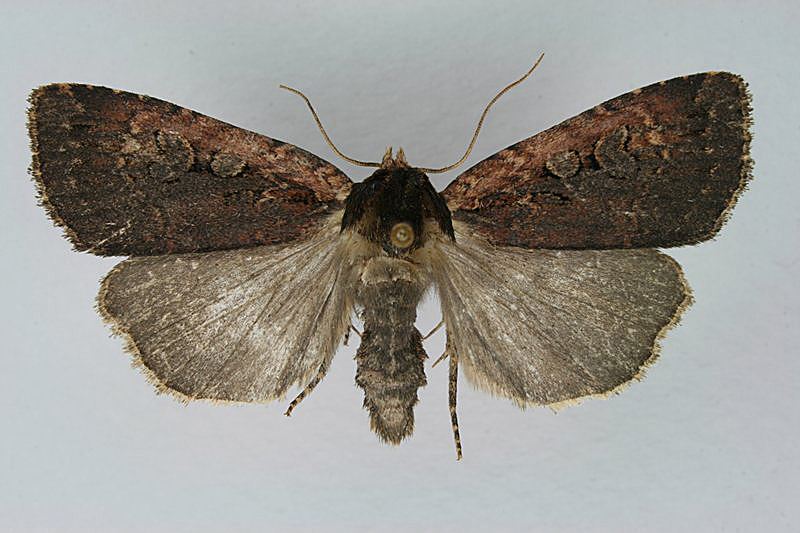
Eugraphe sigma, aujourd'hui classé dans le sous-ordre des Glossata et la famille des Noctuidae.

La classification actuelle se base sur des analyses phylogénétiques, tendant à des regroupements naturels, essayant de rendre compte de l'apparition des taxons supérieurs selon l'évolution. Ce terme voudrait désigner, à tort, les « papillons de nuit », alors qu'un très grand nombre d'hétérocères sont diurnes.
Les quelque 80 % de Lépidoptères ainsi distingués sont très divers, mesurant de quelques millimètres jusqu'à 30 cm d'envergure. Ceux qui volent de nuit arborent des couleurs généralement sombres, avec de notables exceptions. Les diurnes (Zygènes, Sésies, Castnides, et de nombreuses espèces dans toutes les superfamilles) sont souvent très colorés, comme la plupart des rhopalocères.
Les anciens les classaient en Nocturnes et Crépusculaires. Linné les regroupait dans ses genres Phalaena et Sphinx, par opposition aux Papilio, diurnes, qui correspondent maintenant plus ou moins aux rhopalocères. Les hétérocères sont maintenant dispersés dans une trentaine ou quarantaine de superfamilles, selon les auteurs, qui ont chacune leur morphologie et leur biologie propres.

## Adaptations à la vie nocturne
Les papillons de nuit bénéficient de plusieurs adaptations à l'environnement nocturne, variant selon les espèces :
- Ils détectent bien la lumière (qui attire la plupart des espèces ; c'est le phototropisme)[2].
- Ils disposent d'une certaine capacité d'audition. Les principaux prédateurs des papillons de nuit adultes étant les chauve-souris, nombre de ces papillons ont des organes auditifs leur permettant d'entendre les ultrasons émis par les chauve-souris[3].
- Ils disposent d'écailles sur les ailes et de poils sur le thorax qui absorbent une grande partie des ultrasons émis par les chauves souris (67% de l'énergie sonore touchant le papillon est absorbée, ce qui constitue une performance très supérieure à celle de l'isolation acoustique utilisée dans le bâtiment[4]). Cette capacité de camouflage a longtemps été considérée comme un cas typique d'une « course aux armements » évolutive entre les prédateurs et les proies[5], mais des analyses génétiques indiquent que les organes auditifs des hétérocères auraient évolué environ 20 millions d'années avant l'apparition des chauves-souris[6].
- La plupart des espèces ont des couleurs qui les camouflent très bien le jour, quand ces papillons sont inactifs.
- Ils disposent d'organes olfactifs permettant aux mâles de percevoir les phéromones émises par les femelles, situées à des distances parfois considérables.
- Plusieurs espèces disposent d'un organe leur permettant d'émettre des ultrasons[7].

## Audition
Certains papillons de nuit possèdent un « organe tympanique » dont les papillons des familles Noctuidae, Notodontidae, Geometridae, Erebidae et Drepanidae alors que d'autres familles en sont démunies (Saturniidae, Sphingidae et Lasiocampidae par exemple). Leur ouïe est fine dans le domaine des ultrasons chez de nombreuses espèces, ce qui pourrait être une adaptation à la détection des chauve-souris en approche mais cette histoire évolutive est controversée.

## Chant
De nombreuses espèces de papillons nocturnes émettent des sons inaudibles pour les humains. Il s'agit selon les espèces de signaux de séduction ou d'opposition d'un mâle à un autre. Il est émis par un organe appelé timbale abdominale.
Jusqu'en 2014, seuls deux types de chants avaient été décrits :
- Certaines espèces de papillons ont un chant qui évoque fortement les ultrasons émis par les chauves-souris lors de leurs attaques. Ces chants semblent utilisés par les mâles, qui « figent » ainsi les femelles ;
- D'autres espèces semblent avoir des chants de séduction du mâle vers la femelle.

Un troisième type de chant a été récemment identifié chez Conogethes punctiferalis, trouvé dans une grande partie de l'Asie. Il s'agit de compositions évoquant dans les ultrasons un refrain entrecoupé de séquences longues et courtes. Les impulsions courtes sont semblables à des salves d'écholocations émises par des chauves-souris insectivores à museau en fer à cheval en chasse. Mais contrairement à d'autres espèces de papillons nocturnes, les mâles de cette espèce ne lancent pas ces chants à destination des femelles, mais plutôt à destination de mâles rivaux. Des chants enregistrés et repassés par des scientifiques ont montré qu'un mâle peut ainsi éloigner ses concurrents grâce aux séquences de courtes impulsions de son chant, tout en séduisant une femelle en vue de s'accoupler par le moyen des longues notes (les papillons femelles vierges réceptives (âgées de 1 à 3 jours) soulèvent leurs ailes quand elles entendent cette partie de la chanson, signe considéré par les scientifiques comme l'acceptation du mâle par la femelle. Ceci fait de C. punctiferalis le premier papillon connu dont la mélodie chantée aurait une double signification et utilité.